# Acceleració de marea

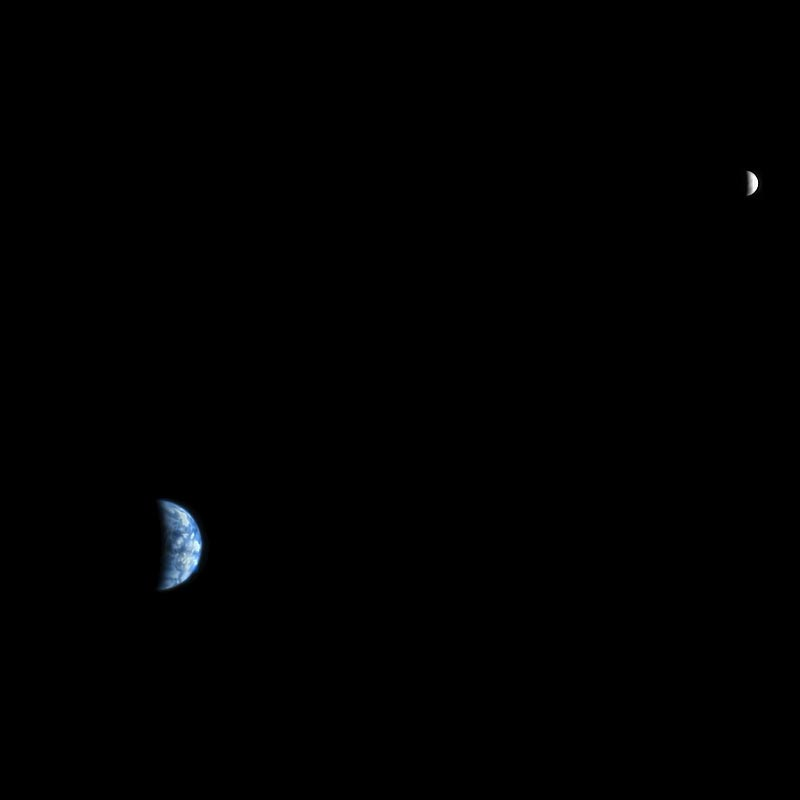
Imatge de la Terra i la Lluna presa des de Mart. La presència de la Lluna (que és d'al voltant d'1/81 de la massa de la terra), està desaccelerant la rotació de la Terra i la durada del dia al voltant de 2ms cada cent anys.

L'acceleració de marea és un efecte originat per la força de marea entre un satèl·lit natural en òrbita (per exemple, la Lluna) i el planeta primari que orbita (per exemple, la Terra). Aquesta acceleració causa una recessió gradual del satèl·lit en una òrbita prògrada del primari, i una corresponent desacceleració de la rotació del cos primari. El procés finalment condueix a la fixació de marea o ancoratge mareal (la fixació de marea és un terme astronòmic que descriu un cos celeste que gira al voltant d'un altre cos amb una cara sempre cap al cos que està orbitant) del més petit primer, i més tard del cos més gran. El sistema Terra-Lluna és el cas millor estudiat.
Hi ha un procés similar a l'acceleració de marea, es dona en satèl·lits el període orbital dels quals és més curt que el període orbital de l'objecte que orbiten, o que orbiten en direcció retrògrada (antihorària).
No obstant el nom pot dur a confusió, ja que la velocitat del satèl·lit decreix a causa de l'acceleració de marea, i decreix a causa de la desacceleració de marea.

## Sistema Terra-Lluna

### Història del descobriment de l'acceleració secular
Edmon Halley va ser el primer a suggerir, en 1695, la idea que el moviment mitjà de la Lluna era aparentment cada vegada més ràpid, en comparació amb antigues observacions d'eclipsis, encara que no va donar dades específiques. (En l'època d'Edmon Halley encara es coneixia el que en realitat estava passant, perquè incloïa un alentiment de la velocitat de rotació de la Terra. Vegeu també Temps d'efemèrides. Quan es mesura en funció del temps solar mitjà en lloc d'en temps uniforme, l'efecte aparenta ser una acceleració positiva.) En 1749 Richard Dunthorne va confirmar les sospites d'Edmon Halley després de reexaminar antics registres, i va produir la primera estimació quantitativa de la magnitud d'aquest efecte aparent: una taxa de +10 "(segons d'arc) per segle de longitud lunar (un resultat sorprenentment bo per la seva època, no gaire diferent dels valors calculats més tard, per exemple, l'any 1786 per de Lalande, i comparant-lo amb els valors des de 10 "a gairebé 13" que es van calcular un segle més tard.)
Pierre-Simon Laplace va produir, en 1786, una anàlisi teòrica que dona una base sobre la qual el moviment mitjà de la Lluna s'hauria d'accelerar d'acord amb els canvis pertorbacionals en l'excentricitat de l'òrbita de la Terra al voltant del Sol El càlcul inicial de Laplace va representar tot l'efecte, pel que semblava haver unit així en la seva teoria tant les observacions modernes com les antigues.
No obstant això, en 1854, JC Adams va fer una pregunta que tornaria a obrir la teoria en trobar un error en els càlculs de Laplace: va resultar que només la meitat de l'aparent acceleració de la Lluna podria explicar-se sobre la base de la teoria de Laplace pel canvi en l'excentricitat de l'òrbita de la Terra. La recerca d'Adams va provocar una forta controvèrsia astronòmica que va durar alguns anys, però l'exactitud del seu resultat, acordat per altres astrònoms matemàtics incloent CE Delaunay, va ser finalment acceptada. La qüestió depenia del correcte anàlisi dels moviments lunars, però va topar amb una complicació addicional amb un altre descobriment que es va trobar al mateix temps, una altra pertorbació significativa a llarg termini que s'havia calculat per a la Lluna (suposadament a causa de l'acció de Venus) també va ser errònia, es va tornar a examinar la teoria i va passar a ser gairebé insignificant, de manera que pràcticament va haver de desaparèixer de la teoria. Part de la resposta es va suggerir de manera independent en la dècada de 1860 per Delaunay i William Ferrel: El retard de la velocitat de rotació de la Terra causat per les marees allargava la unitat de temps, causant una acceleració lunar que era només aparent.
La comunitat astronòmica va trigar un temps a acceptar aquesta realitat i la magnitud dels efectes de marea. Però amb el temps es va fer evident que influeixen tres efectes, quan es mesura en termes de temps solar mitjà. A més dels efectes dels canvis pertorbacionals de l'excentricitat orbital de la Terra, tal com es va descobrir per Laplace i corregida per Adams, hi ha dos efectes de marea (una combinació suggerida per Emmanuel Liais). En primer lloc hi ha un retard real de la velocitat angular del moviment orbital de la Lluna, a causa de l'intercanvi del moment angular originat per les marees entre la Terra i la Lluna. Això augmenta el moment angular de la Lluna al voltant de la Terra (la Lluna es mou a una òrbita més alta, amb un període més lent). En segon lloc hi ha un aparent augment en la velocitat angular de moviment orbital de la Lluna (quan es mesura en termes de temps solar mitjà). Això sorgeix de la pèrdua de moment angular de la Terra i el consegüent augment de la longitud del dia.

Un diagrama del sistema Terra-Lluna mostrant com la protuberància de marea és empesa per la rotació de la Terra. Aquesta deformació exerceix un torque net sobre la lluna accelerant mentre s'alenteix la rotació terrestre

### Efectes de la gravetat lunar
Com que la massa de la Lluna resulta ser una fracció molt considerable de la Terra, (al voltant de 81 vegades menor, relació de mida molt més gran que la que hi ha entre altres planetes del sistema solar i els seus satèl·lits), ambdós cossos poden ser considerats com un planeta doble, en comptes d'un sistema simple de planeta amb satèl·lit. El pla de l'òrbita de la Lluna al voltant de la terra és bastant semblant i gairebé paral·lela al de l'òrbita del Sol amb la Terra, la qual cosa resulta una diferència notable amb altres satèl·lits planetaris que orbiten perpendicularment al citat pla. En aquest cas particular, això influeix en què la gravetat exercida per la lluna deformi la terra i arrossegui al seu pas en el moviment de translació l'aigua dels oceans de la Terra. Així mateix, també hi ha un bombament al costat terrestre més allunyat de la lluna, i que és causat per la força centrífuga exercida al baricentre gravitacional del sistema Terra-Lluna. La inflor produïda per la marea, està sincronitzada amb l'òrbita lunar, encara que visualment, la inflor de la marea es disposa una mica més avançada pel que fa a la posició lunar, a causa de l'efecte de la rotació terrestre en sentit antihorari. Com a conseqüència directa, hi ha una substancial quantitat de massa en forma d'aigua desplaçada respecte a la perpendicular formada per la línia directa entre la Terra i la lluna, aquest desfasament, entès com una porció de l'empenta gravitatòria entre la Terra i la Lluna, obliga a aquest sistema planetari a autoregular-se per mantenir-se estable, donant lloc amb això a dues conseqüències: la rotació terrestre es desaccelera progressivament, i la Lluna s'allunya de la Terra també progressivament.
Aquest procés produeix conseqüències més enllà de les descrites. Un dia solar, el temps nominal és de 86400 segons de durada, està contínuament allargant-se amb relació a quan va ser establert per primera vegada al Sistema Internacional d'Unitats. A través de rellotges atòmics. (La unitat del Segon, ja era una mica més curta en aquell moment amb relació al seu valor actual de temps astronòmic.) Aquesta petita diferència, acumulada dia rere dia, ens porta a incrementar la diferència entre el temps universal coordinat o UTC, i el temps atòmic, mesurat a través de rellotges atòmics de gran precisió. Aquests desajustos, fan que cada cert temps calgui realitzar un eventual ajust per resincronitzar tots dos temps.
A part de l'efecte de les marees oceàniques, també hi ha un component a la desacceleració terrestre causat per la flexió de l'escorça terrestre, encara que té un valor dins del total de la desacceleració produïda poc significatiu de només un 4% diluït, en part, per la dissipació de forces en forma de calor.
Si ignoréssim els efectes secundaris de l'acceleració de marea, aquesta acceleració continuaria progressivament fins a igualar els períodes rotacionals orbitals de la Terra i la Lluna. Això, eventualment, faria que la Lluna estigués una mica més avançada del lloc fix que li correspondria a la Terra. Una situació similar a aquesta, ja es dona en el sistema de Plutó i el seu satèl·lit Caront.
L'acceleració de marea, és un dels exemples en la dinàmica del sistema solar de l'anomenada pertorbació secular d'una òrbita. O sigui, una pertorbació que creix de manera continuada en el temps, però que no és periòdica ni regular. Fins a un alt grau d'aproximació, les pertorbacions gravitatòries mútues entre els planetes majors o menors només causen variacions periòdiques en les seves òrbites, la qual cosa vol dir que els paràmetres oscil·len entre uns valors màxims i mínims determinats. L'efecte de les marees dona lloc a un terme quadràtic en les equacions, el que condueix a un creixement il·limitat. En les teories matemàtiques de les òrbites dels planetes que formen la base de les efemèrides, termes seculars d'ordre quadràtica i superior es donen, però la majoria d'elles es poden explicar a través de les explicacions de les sèries de Taylor en termes de grans períodes. La raó per la qual els efectes de marea són diferents és que malgrat les pertorbacions gravitatòries, la fricció és un component essencial en l'acceleració de marea, el que porta a una permanent pèrdua d'energia en forma de calor, o en altres paraules, no podem parlar d'un sistema Hamiltonià en aquest cas.

### Moment angular i energia
La torsió mecànica gravitacional entre la Lluna i la inflor de la marea de la Terra fa que la Lluna sigui atreta constantment a una òrbita lleugerament més alta i que es desacceleri la velocitat de rotació de la Terra. Igual que en qualsevol procés físic en un sistema aïllat, l'energia total i el moment angular es conserva. Efectivament, l'energia i el moment angular es transfereixen de la rotació de la Terra al moviment orbital de la Lluna (però, la major part de l'energia que es perd a la Terra (–3.32 TW) es converteix en calor per la fricció entre els oceans i la part sòlida de la Terra, només al voltant de 1/30 (+0.121 TW) és transfefit a la Lluna. La Lluna s'allunya de la Terra (+38,247 ± 0,004 mm/any), pel que augmenta la seva energia potencial (així com en la gravetat de la Terra). La lluna es queda en òrbita, i gràcies a la tercera llei de Kepler es dedueix que la seva velocitat angular en realitat disminueix, de manera que l'acció de les marees en realitat provoca una desacceleració angular en la Lluna, és a dir, una acceleració negativa (–25.858 ± 0.003 "/segle²) de la seva rotació al voltant de la Terra. Encara que la seva energia cinètica disminueixi, la seva energia potencial augmenta per una quantitat més gran.
El moment angular de rotació de la Terra disminueix i com a conseqüència augmenta la durada dels dies. La inflor total de marea generada a la Terra s'arrossega per davant de la Lluna atès que el gir de la Terra és més ràpid. Cal la fricció de marea per arrossegar i mantenir la inflor de la marea cap a la Lluna, això dissipa l'excés d'energia generada per l'intercanvi d'energia rotacional i orbital entre la Terra i la Lluna en forma de calor. Si la fricció i dissipació de calor no estiguessin presents, la força gravitatòria de la Lluna sobre la inflor de la marea se sincronitzaria ràpidament amb la Lluna (al voltant de dos dies), i aquesta ja no s'allunyaria. La major part de la dissipació es produeix en una turbulenta capa que limita amb el fons de mars poc profunds, com ara els esculls europeus al voltant de les Illes Britàniques, els esculls de la Patagònia a l'Argentina, o el Mar de Bering.
La dissipació d'energia en la fricció de marea és del voltant dels 3,75 TW, dels quals 2,5 TW són del principal component M2 lunar i la restant d'altres components, tant lunar com solar.
Una inflor de la marea equilibrada no existeix realment a la Terra a causa que els continents no permeten que aquesta solució matemàtica es produeixi. En realitat, les marees oceàniques giren al voltant de les conques dels oceans com a grans girs oceànics al voltant de diversos punts anfidròmics on no existeix la marea. La Lluna atrau cada ondulació individual mentre la Terra gira, algunes ondulacions estan per davant de la Lluna, altres estan darrere d'ella, mentre que altres estan a banda i banda. Aquestes "protuberàncies" que la Lluna atrau (i que atreuen a la Lluna) són el resultat de la integració de totes les ondulacions dels oceans del món. La marea d'equilibri de la Terra té una amplitud de només 3.23 cm, que és totalment superada per les marees oceàniques que poden excedir un metre.

### Evidència històrica
Aquests mecanismes han estat en funcionament des de fa més de 4500 milions d'anys, des del primer moment en què es van formar els oceans a la terra. Hi ha evidències tant geològiques com paleontològiques que la terra va girar en el passat a una velocitat més gran que en l'actualitat, i que la Lluna va estar més a prop de la terra que ara. Els ritmes canviants de les marees han anat alternant successivament les capes de sorra i llim establertes en alta mar. Això es pot comprovar en llocs com estuaris, què per la seva naturalesa, estan sotmesos a grans fluxos de marea. Aquesta acumulació geològica és congruent, amb les condicions de fa 620 milions d'anys. El dia tenia una durada aproximada de 22 hores, cada any tenia al voltant de 13 mesos i hi havia uns 400 dies per any. La longitud de l'any mantinguda s'ha mantingut virtualment intacta durant aquest període, la qual cosa s'explica a través de l'absència d'evidència de canvis en la constant gravitatòria. La mitjana de distanciament entre la Terra i la Lluna es troba en uns 2.17 ± 0.31 cm / any, xifra que s'estima al voltant de la meitat del valor actual.

### Descripció quantitativa del cas Terra-Lluna

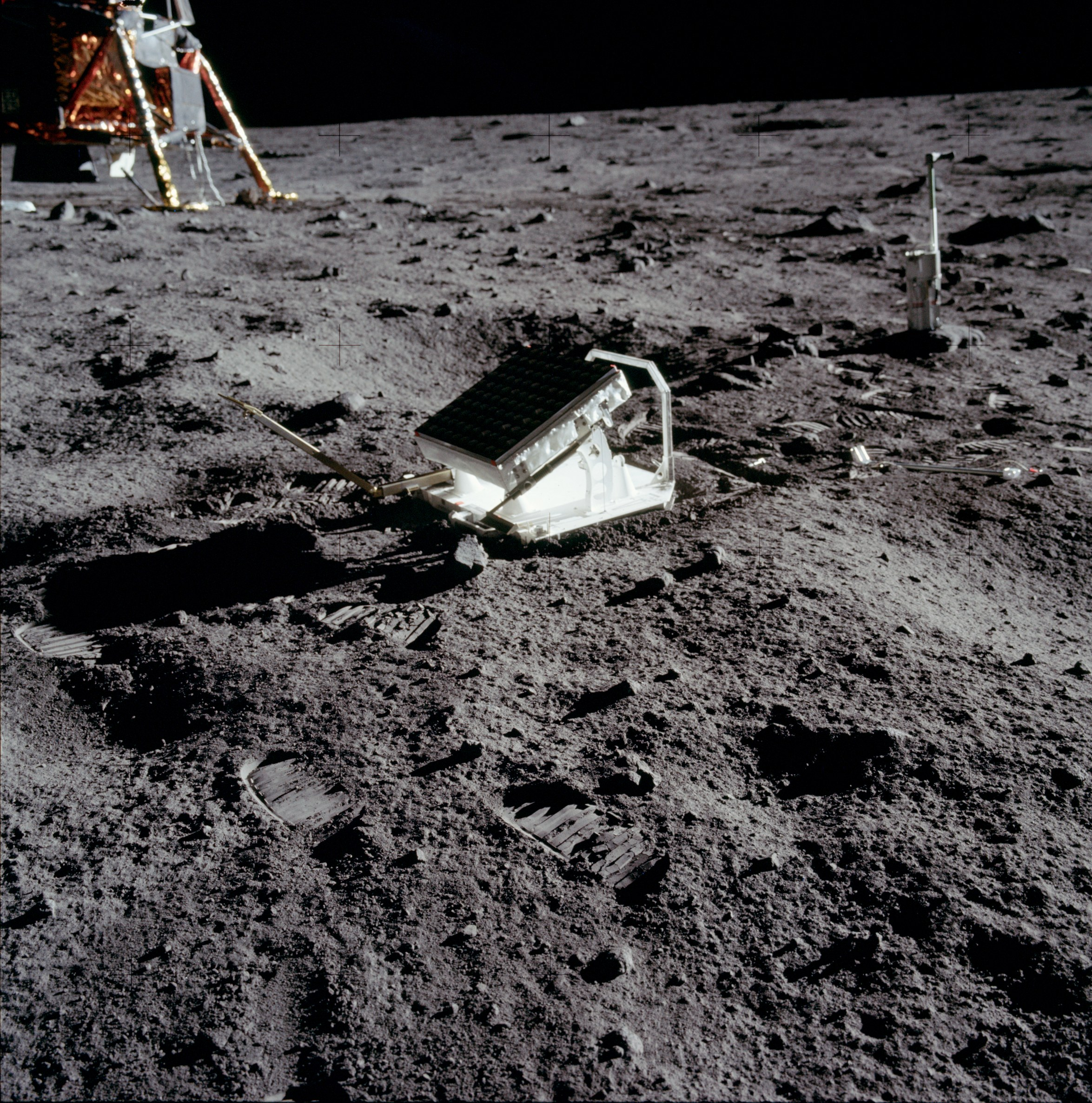
Reflectors usats en els mesuraments làser

Es pot seguir el moviment lunar amb gran precisió gràcies al sistema de seguiment làser basat en reflectors que es van deixar a la Lluna en les successives missions Apol·lo que es van succeir entre 1969 a 1972 i per la Lunokhod 2 en 1973. A través del mesurament del temps de desplaçament d'un feix de làser, és possible aconseguir un mesurament realment precís de la distància entre la Terra i la Lluna. Aquests mesuraments estan basats en les equacions del moviment, la qual cosa proporciona valors numèrics per la desacceleració secular de la Lluna, és a dir, l'acceleració negativa en longitud i la taxa de canvi del semieix major de l'el·lipse Terra-Lluna. Des del període de 1970-2007, els resultats van ser:
–25.858 ± 0.003 segons d'arc / segle ² en longitud eclíptica
38.247 ± 0.004 mm / any en la distància mitjana Terra-Lluna
 
Aquestes proves van donar un resultat congruent en conjunt amb un sistema similar anomenat telemetria làser en satèl·lits, SLR (Satellite Laser Ranging, per les sigles en anglès), aplicat als satèl·lits artificials que orbiten la terra, que proporciona un model sòlid per al camp gravitatori terrestre, incloent-hi les anomalies causades per les marees. Aquest model preveu amb precisió canvis en el moviment lunar.
Finalment, observacions fetes en èpoques remotes sobre eclipsis solars, ofereixen una posició relativament ajustada de la Lluna en aquells moments. Estudis posteriors han corroborat la correcció d'aquestes informacions.
L'altra conseqüència de l'acceleració de marea, és la desacceleració de la rotació terrestre. Rotació, que és d'alguna manera erràtica al llarg de l'escala del temps (des d'hores fins a segles) a causa de diverses causes. El petit efecte produït per les marees, no és observable en petits períodes, però aquest efecte acumulatiu en el temps és fàcilment mesurable amb rellotges estables, com per exemple els rellotges atòmics (un petit desajust de diversos mil·lisegons al dia, és difícilment detectable a curt termini, però amb el pas dels segles, aquest es fa més evident). Tenint en compte un esdeveniment en el passat remot, han passat més dies i hores (si es mesura en voltes completes de la Terra) (Temps universal), que si es mesura pels rellotges estables calibrats fins a l'actualitat, de major longitud del dia (temps d'efemèrides). Això es coneix com a ΔT. Es poden obtenir valors recents des del Servei Internacional de Rotació de la Terra i Sistemes de Referència (IERS, per les sigles en anglès).
També es pot consultar la taula amb els valors actuals de la longitud del dia en els segles passats.
A partir dels canvis observats en l'òrbita lunar, el canvi corresponent a la longitud del dia terrestre es pot calcular:
+ 2.3 ms/dia/segle o +88 s/segle o +66 ns/dia
Des que es té constància dels mesuraments, uns 2700 anys, el valor mitjà trobat ha estat:
+1.70 ± 0.05 ms/dia/segle o +63 s/segle o 47 ns/dia (és a dir, una causa d'acceleració és responsable de –0.7 ms/dia/segle).
Integrant dues vegades respecte al temps, el corresponent valor acumulat és una paràbola que té un coeficient de T2 (temps en segles al quadrat) de (1/₂) 63 s/segle2 :
ΔT = (1/₂) 63 s/segle2 T2 = +31 s/segle2 T2.
Oposat a la desacceleració terrestre trobem un mecanisme pel qual es produeix l'acceleració terrestre. La terra no és una esfera perfecta, sinó que és un el·lipsoide que es troba aplatat pels pols. SLR ha mostrat que aquest aplatament als pols està en decreixement. L'explicació a això, és que en l'edat de gel, grans masses de gel acumulades als pols, van comprimir les roques subjacents. La massa de gel va començar a disminuir al llarg dels següents 10000 anys, però llavors, l'escorça terrestre no estava en equilibri hidroestàtic, i estava en període de recuperació (S'estima que aquest període va arribar a ser d'uns 4000 anys). A conseqüència d'això, es va incrementar el diàmetre polar de la Terra, i ja que la massa i la densitat segueixen sent els mateixos, el volum segueix sent el mateix, de manera que el diàmetre equatorial va seguir disminuint. A conseqüència d'això, la massa de gel es va acostar encara més a l'eix de rotació de la Terra, la qual cosa vol dir que el seu moment d'inèrcia va decréixer mantenint el mateix moment angular durant tot el procés, i donant lloc a que el ritme de rotació s'incrementés. Es pot il·lustrar amb l'exemple visual dels patinadors de gel que comencen a girar sobre si mateixos, per al final, aconseguir la màxima velocitat possible a mesura que repleguen els braços. Per al canvi observat, en el moment d'inèrcia l'acceleració de la rotació es pot calcular: el valor mitjà sobre els períodes històrics han d'haver estat al voltant de -0.6 ms / segle. Això explica en gran manera les observacions històriques.

## Altres casos d'acceleració de marea
La majoria dels satèl·lits naturals dels planetes experimenten acceleració de marea en cert grau (generalment petit), excepte per dues classes de cossos amb desacceleració de marea. En la majoria dels casos, però, l'efecte és tan petit que, fins i tot després de milers de milions d'anys la majoria de satèl·lits no es perden.
Probablement l'efecte més pronunciat que coneixem el trobem a Deimos, segona lluna de Mart, la qual potser es convertiria en un asteroide que passaria a prop de la Terra on cop s'escapés de l'atracció de Mart. L'efecte també es presenta entre els diferents components d'una estrella binària.

## Desacceleració de marea
Existeixen dues variants:
 Satèl·lits ràpids: Algunes llunes interiors de planetes gasosos gegants i Fobos orbiten dins del radi d'òrbita síncrona generant així que el període orbital sigui més curt que la rotació del seu planeta. En aquest cas, les protuberàncies de marea creades per la lluna al seu planeta queden per darrere de la lluna, i actuen per desaccelerar la seva òrbita. L'efecte és un decaïment de l'òrbita en aquesta lluna que es mou en espiral gradualment cap a l'òrbita del planeta. La rotació del planeta també s'accelera lleugerament en el procés. En un futur llunyà, aquestes llunes toperan contra els seus planetes o creuaran el seu límit de Roche i seran desmembrats en fragments. No obstant això, tots aquests satèl·lits del sistema solar són cossos molt petits i les protuberàncies de marea creades en els planetes també són petites, de manera que l'efecte sol ser feble i l'òrbita decau lentament. Els satèl·lits afectats són:
1. *  Al voltant de Mart: Fobos
2. *  Al voltant de Júpiter: Metis i Adrastea
3. *  Al voltant de Saturn: cap, a excepció de les partícules dels anells (com Júpiter, Saturn és un rotador ràpid, però no té satèl·lits prou a prop)
4. *  Al voltant d'Urà: Cordèlia, Ofèlia, Bianca, Crèssida, Desdèmona, Julieta, Pòrcia, Rosalina, Cupido, Belinda i Perdita
5. *  Al voltant de Neptú: Nàiade, Talassa, Despina, Galatea i Làrissa

 Satèl·lits retrògrads: Tots els satèl·lits retrògrads experimenten desacceleració de marea fins a cert punt perquè el moviment orbital de la Lluna i la rotació del planeta es troben en direccions oposades, restaurant les forces de les seves protuberàncies de marea. A diferència del cas anterior (satèl·lits ràpids) la rotació del planeta també es fa més lenta en lloc d'accelerar (el moment angular encara es conserva a causa del fet que en aquest cas, els valors de la rotació del planeta i l'òrbita de la lluna tenen signes contraris). L'únic satèl·lit del sistema solar per al qual aquest efecte no és menyspreable és la lluna de Neptú, Tritó. Tots els altres satèl·lits retrògrads estan en òrbites llunyanes i les forces de marea entre ells i el planeta són insignificants.
Es creu que el planeta Venus no té satèl·lits principalment perquè qualsevol hipotètic satèl·lit hauria patit desacceleració fa molt de temps, per aquesta raó també Venus té una rotació molt lenta i retrògrada.